# Stefan Hula (esquiador)
Stefan Hula (esquiador) (Szczyrk, Polonia; 12 de septiembre de 1947 – Szczyrk, 29 de marzo de 2025) fue un esquiador polaco especialista en combinada nórdica. Era el padre del saltador de esquí Stefan Hula.

## Carrera
Ganó la medalla de bronce en el Campeonato Mundial de Esquí Nórdico de 1974 celebrado en Falun, Suecia donde solo fue superado por Ulrich Wehling y Günter Deckert, ambos de Alemania Democrática.
Participó en dos ediciones de los Juegos Olímpicos de Invierno, la primera de ellas fue en Sapporo 1972 donde terminó en el lugar 17 entre 40 participantes, y la segunda fue cuatro años después en Innsbruck 1976 donde terminó en el puesto 16 entre 34 participantes.